# Yan Mama Comic
Yan Mama Comic (jap. ヤンママコミック, Yan mama komikku) war ein japanisches Manga-Magazin, das sich an junge Frauen und vor allem an Mütter richtete. Wegen dieser Zielgruppe wird es der Gattung Josei zugeordnet. Es erschien von Oktober 1993 bis 1997 beim Verlag Kasakura Shuppan und setzte 1994 etwa 130.000 Exemplare ab. Der Titel Yan mama kann sowohl „junge Mutter“ (young mama) als auch „yankī Mutter“ bedeuten, wobei yankī (von engl. yankee) im Japanischen für Bōsōzoku-Gangmitglieder, Punker oder Frauen, die sich ähnlich verhalten/kleiden, steht.
Das Magazin wurde von Keiko Tamura als Chefredakteurin gestartet, die selbst einige Jahre zuvor mit Anfang 20 Mutter geworden war und damals Manga-Magazine mit Inhalten für junge Mütter vermisste. An junge Frauen gerichtete Magazine enthielten bis dahin meist nur Erotik. Daher wollte sie zusammen mit anderen jungen Müttern ein Magazin für moderne Mütter schaffen. Zunächst richteten sie sich an die Szene um Bōsōzoku, doch schnell auch an eine größere Zielgruppe. Das Alter der meisten Leserinnen lag zwischen 16 und Mitte 20.
Die Geschichten der Mangas basieren oft auf Leserbriefen oder anders an die Redaktion gelangte Begebenheiten, die den Leserinnen passiert sind. Sie erzählen also aus dem Alltag der jungen Mütter, über deren Umgang mit ihrem veränderten sozialen Umfeld – vor allem der Bekanntschaft mit älteren Müttern oder der Familie ihres Mannes – oder geben Tipps zu Erziehung und Haushalt. Das Magazin enthält auch illustrierte Artikel und zeigt von Müttern eingesendete Bilder ihrer Neugeborenen.